# Schefflera vinosa
Schefflera vinosa är en araliaväxtart som först beskrevs av Adelbert von Chamisso och Diederich Franz Leonhard von Schlechtendal, och fick sitt nu gällande namn av David Gamman Frodin och Pedro Fiaschi. Schefflera vinosa ingår i släktet Schefflera och familjen araliaväxter. Inga underarter finns listade.